# Aryeh Deri
Aryeh Machlouf Deri (Hebreeuws: אַרְיֵה מַכְלוּף דֶּרְעִי, Arabisch: أريه مخلوف درعي), ook wel geschreven als Arie Deri, Arye Deri of Arieh Deri (Meknes, 17 februari 1959), is een Israëlische politicus. Hij is een van de oprichters van Shas en was namens deze partij minister van Binnenlandse Zaken. Van 29 december 2022 tot 23 januari 2023 was hij de Israëlische minister van Binnenlandse Zaken en van Volksgezondheid.

## Biografie
Aryeh Mahlouf Deri werd in Meknes (Marokko) geboren, als zoon van Esther en Eliyahu Deri. Zijn vader was een succesvolle kleermaker. Toen Aryeh 9 jaar oud was, in 1968, maakte zijn familie alia en vestigden ze zich in Bat Yam. Deri ging naar een religieuze kostschool in Hadera. In 1973 begon hij te studeren aan de Sefardische jesjiva Porat Yosef. In mei 1976 stapte hij over naar de jesjiva van Hebron (Arab. Al-Khalil), waar hij als rabbijn werd geordineerd. 
Na het voltooien van zijn yeshiva-studies werd Deri benoemd tot secretaris van de Haredi-nederzetting van Ma'ale Amos en werd lid van de regionale raad van Gush Etzion. In 1983 werd hij aangesteld als administratief manager van Lev Banim Yeshiva. In 1999 werd Deri veroordeeld voor omkoping, fraude en vertrouwensbreuk en kreeg hij een gevangenisstraf van drie jaar. Daarvan zat hij er twee uit, voor het derde geldt voorwaardelijkheid. Eind 2012, een paar maanden voorafgaand aan de verkiezingen voor de negentiende Knesset, keerde hij terug om de Shas-partij te leiden. In mei 2013 werd hij herbenoemd als voorzitter van de Shas. Deri werd op 11 januari 2016 minister van Binnenlandse Zaken alsook lid van het Veiligheidskabinet van Israël en tegelijkertijd minister van Ontwikkeling van de Negev en Galilea. 
In 2021 trad hij terug als lid van de Knesset als onderdeel van een plea deal waarin hij toegaf voor $ 152.365 aan belastingen te hebben ontdoken en ermee instemde het openbare leven te verlaten.
In het kabinet-Netanyahu VI keert hij terug op Binnenlandse Zaken. Om aan een meerderheid te komen had Netanyahu Shas, dus Deri, nodig. Om een en ander mogelijk te maken moest de pasgekozen Knesset eerst een nieuwe wet aannemen, die het mogelijk maakte dat personen veroordeeld tot voorwaardelijke gevangenisstraf toch een ministerspost kunnen bekleden.
Op 29 december 2022 werd hij in het kabinet-Netanyahu VI minister van twee ministeries: dat van Binnenlandse Zaken en het ministerie van Volksgezondheid. Verder kreeg hij de titel vicepremier, maar aan die titel is in dit kabinet geen macht verbonden. Nog geen vier weken later, op zondag 22 januari 2023  ontsloeg premier Netanyahu hem "gedwongen" (door het Hooggerechtshof) en "met pijn in het hart", omdat hij een brief van Esther Hayut, de voorzitter van het Hooggerechtshof, had gekregen waarin stond dat het Hooggerechtshof de benoeming van Aryeh Deri als minister uiterst onredelijk vond, omdat hij in een rechtszaak in januari 2023 schuldig werd bevonden aan belastingfraude. Het ontslag wordt op dinsdag 24 januari 2023 van kracht. Aryeh Deri blijft wel aan als Knesset-lid en voorzitter van de Shas-partij.

## Persoonlijk leven
In 1981 trouwde Aryeh Deri met Yaffa Cohen en samen hebben zij negen kinderen. Hij woont in de wijk Har Nof in Jeruzalem. Naast Hebreeuws spreekt Deri vloeiend Arabisch en Frans. Zijn oudere broer, Yehuda Deri, is de opperrabbijn van de stad Be'er Sheva. Een andere broer, Shlomo Deri, is advocaat.